# كاترين كوكس
كاترين كوكس (بالإنجليزية: Catherine Cox)‏ هي لاعبة كرة الشبكة أسترالية، ولدت في 24 مايو 1976 في وانغاري في نيوزيلندا.